# Gua (Tanzania)
Gua è una circoscrizione rurale (rural ward) della Tanzania situata nel distretto di Chunya, regione di Mbeya. Conta una popolazione di 6 533 abitanti (censimento 2012).